# Playboi Carti

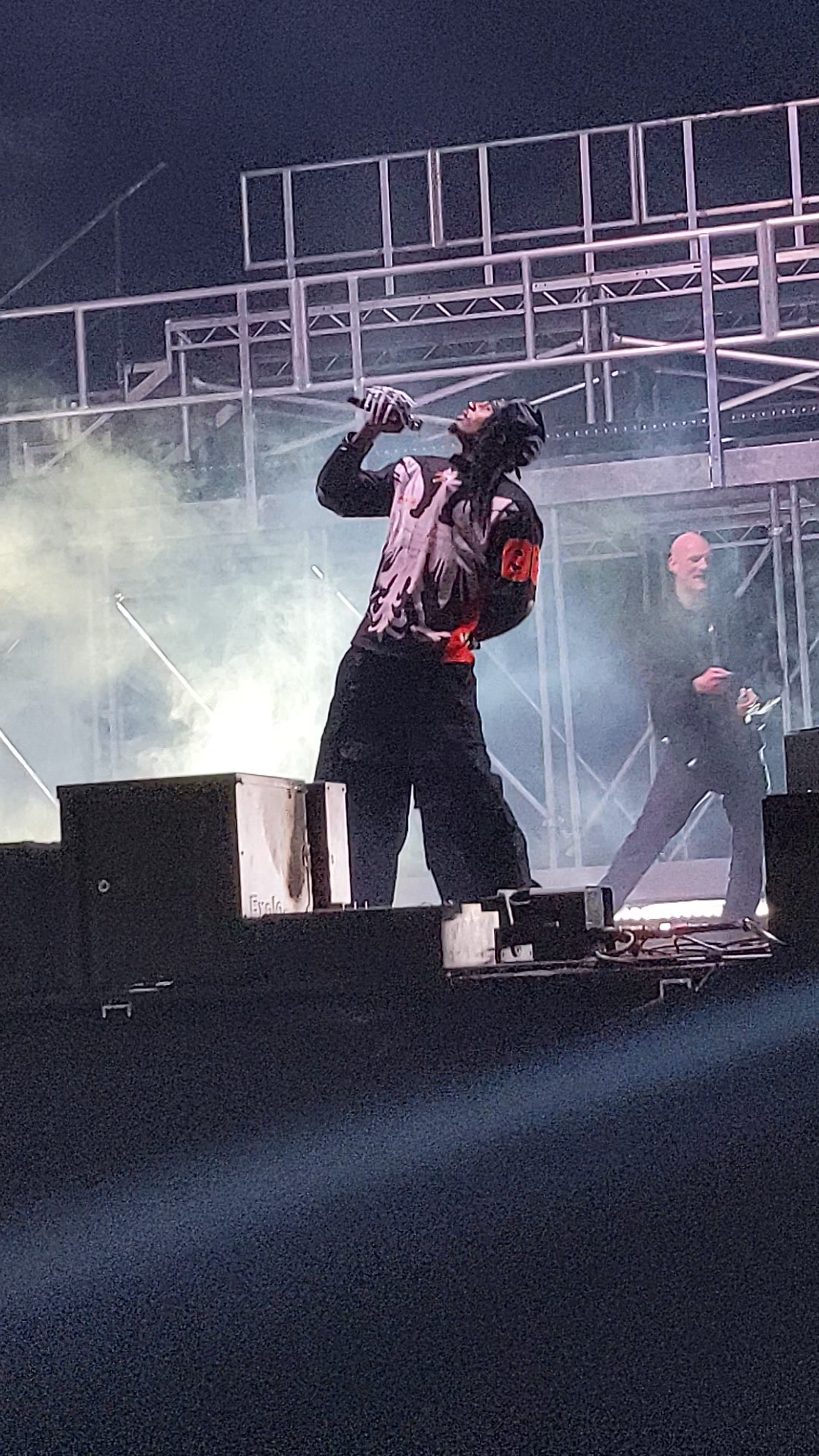
Playboi Carti (2023)

Playboi Carti (* 13. September 1995 in Atlanta, Georgia; bürgerlich Jordan Terrell Carter) ist ein US-amerikanischer Rapper.

## Biografie
Während seiner High-School-Zeit begann Jordan Carter unter dem Namen Sir Cartier mit dem Rappen. Mit ersten Songs hatte er schon Erfolge lokal und im Internet, mit 17 veröffentlichte er das Mixtape Young Misfit. Bei South by Southwest lernte er ASAP Rocky kennen, der ihn in das Kollektiv ASAP Mob einführte und ihn von da an unterstützte. Er zog nach seinem Schulabschluss nach New York und veröffentlichte die Singles Broke Boi und Fetti, mit denen er sich im Internet einen Namen machte. Mit ASAP Ferg und Lil Uzi Vert ging er auf Tour. Er unterschrieb einen Plattenvertrag mit Interscope, beteiligte sich an zwei Mixtapes des ASAP Mobs und veröffentlichte im Frühjahr 2017 schließlich sein erstes Labelmixtape mit seinem neuen Rappernamen Playboi Carti als Titel. Auf Anhieb stieg er damit auf Platz 12 der Albumcharts ein und kam in die Top 10 der Rapcharts. Außerdem bekam er für die Verkäufe eine Goldauszeichnung. Das Tape enthielt zwei Hits: Woke Up Like This mit Lil Uzi Vert erhielt Platin und kam ebenso in die Singlecharts wie Magnolia, das sogar Platz 29 und Doppelplatin erreichte. Abgesehen von seiner Solokarriere gründete Playboi Carti 2019 sein Plattenlabel Opium, das seitdem Künstler wie Ken Carson und Destroy Lonely unter Vertrag genommen hat.
Ein Jahr nach dem Mixtape brachte Carti das Album Die Lit heraus. Als Gäste waren unter anderem Nicki Minaj, Gunna, Young Thug, Skepta und Travis Scott vertreten. Es stieg auf Platz 3 der Charts ein und war darüber hinaus auch in Europa und Australien erfolgreich. Der darauf enthaltene Song Shoota mit Lil Uzi Vert war sein dritter Singlecharterfolg.
Nach der Ankündigung Anfang Sommer 2018 erschien am 25. Dezember 2020 das Album Whole Lotta Red mit Featurebeiträgen von Future, Kanye West und Kid Cudi. Es ist sein erstes Album, das Platz 1 in den Charts belegen konnte.

## Diskografie
Studioalben

| Jahr | Titel Musiklabel                                        | Höchstplatzierung, Gesamtwochen, AuszeichnungChartplatzierungen (Jahr, Titel, Musiklabel, Platzierungen, Wochen, Auszeichnungen, Anmerkungen) | Höchstplatzierung, Gesamtwochen, AuszeichnungChartplatzierungen (Jahr, Titel, Musiklabel, Platzierungen, Wochen, Auszeichnungen, Anmerkungen) | Höchstplatzierung, Gesamtwochen, AuszeichnungChartplatzierungen (Jahr, Titel, Musiklabel, Platzierungen, Wochen, Auszeichnungen, Anmerkungen) | Höchstplatzierung, Gesamtwochen, AuszeichnungChartplatzierungen (Jahr, Titel, Musiklabel, Platzierungen, Wochen, Auszeichnungen, Anmerkungen) | Höchstplatzierung, Gesamtwochen, AuszeichnungChartplatzierungen (Jahr, Titel, Musiklabel, Platzierungen, Wochen, Auszeichnungen, Anmerkungen) | Anmerkungen                                                 |
| Jahr | Titel Musiklabel                                        | DE | AT | CH | UK | US | Anmerkungen                                                 |
| ---- | ------------------------------------------------------- | --- | --- | --- | --- | --- | ----------------------------------------------------------- |
| 2018 | Die Lit AWGE Records • Interscope Records (UMG)         | — | — | CH37 (1 Wo.)CH | UK27 Gold · (1 Wo.)UK | US3 Gold · (158 Wo.)US | Erstveröffentlichung: 11. Mai 2018 Verkäufe: + 635.000      |
| 2020 | Whole Lotta Red AWGE Records • Interscope Records (UMG) | DE44 (1 Wo.)DE | AT49 (2 Wo.)AT | CH4 (5 Wo.)CH | UK17 Gold · (2 Wo.)UK | US1 Gold · (149 Wo.)US | Erstveröffentlichung: 25. Dezember 2020 Verkäufe: + 665.000 |
| 2025 | Music AWGE Records • Interscope Records (UMG)           | DE3 (9 Wo.)DE | AT1 (… Wo.)AT | CH1 (… Wo.)CH | UK1 (… Wo.)UK | US1 (… Wo.)US | Erstveröffentlichung: 14. März 2025                         |